# Коксанов, Игорь Владимирович
Игорь Владимирович Коксанов (23 февраля 1928, Пермь, Уральская область — 16 августа 1995, Москва) — советский государственный деятель, министр судостроительной промышленности СССР (1988—1991).

## Биография
Родился 23 февраля 1928 года в Перми. Член КПСС с 1954 г.
В 1951 г. окончил Ленинградский кораблестроительный институт по специальности инженер-механик.
В 1951—1952 гг. — преподаватель математики в школе рабочей молодёжи в Ленинграде.
В 1952—1953 гг. — младший военпред Главного управления кораблестроения ВМФ на заводе № 190 им. А. А. Жданова Министерства судостроительной промышленности СССР в Ленинграде.
В 1953—1961 гг. — военпред Главного управления кораблестроения ВМФ на заводе № 199 Министерства судостроительной промышленности в Хабаровском крае.
В 1961—1964 гг. — заместитель главного конструктора проекта,
в 1964—1965 гг. — заместитель главного конструктора по эксплуатации и надёжности — начальник отдела ленинградского проектно-монтажного бюро «Рубин» Министерства судостроительной промышленности СССР.
В 1965—1973 гг. — заместитель начальника Первого Главного управления Министерства судостроительной промышленности СССР.
В 1973—1985 гг. — заведующий сектором судостроительной промышленности Отдела оборонной промышленности ЦК КПСС.
В 1985—1988 гг. первый заместитель министра,
В 1988—1991 гг. — министр судостроительной промышленности СССР.
С ноября 1991 г. персональный пенсионер союзного значения, одновременно с декабря 1991 г. первый вице-президент российской корпорации судостроительной промышленности «Судпром».
Похоронен на Кунцевском кладбище.

## Награды и звания
Награждён орденами: 
- Октябрьской революции,
- Трудового Красного Знамени ,
- Знак Почёта.

Лауреат Государственной премии СССР.